# Seznam kulturních památek v Brně-Chrlicích
Tento seznam nemovitých kulturních památek v části Chrlice v městské části Brno-Chrlice ve městě Brno v okrese Brno-město vychází z  Ústředního seznamu kulturních památek ČR, který na základě zákona č. 20/1987 Sb., o státní památkové péči, vede Národní památkový ústav jako ústřední organizace státní památkové péče. Údaje jsou průběžně upřesňovány, přesto mohou obsahovat i řadu věcných a formálních chyb a nepřesností či být neaktuální. 
Pokud byly některé části dotčeného území vyčleněny do samostatných seznamů, měly by být odkazy na tyto dílčí seznamy uvedeny v úvodu tohoto seznamu nebo v úvodu příslušné sekce seznamu.

## Chrlice
| Památka                                    | Fotografie                                                                 | Rejstříkové číslo v ÚSKP                                                             | Sídelní útvar                                               | Poloha                                                                                  | Popis a poznámky                                                                                      |
| ------------------------------------------ | -------------------------------------------------------------------------- | ------------------------------------------------------------------------------------ | ----------------------------------------------------------- | --------------------------------------------------------------------------------------- | --- |
| Socha svatého Jana Nepomuckého (Q37021627) | \| \| \| \| \| \|                                                          | 18475/7-721 Pam. katalog MIS                                                         | Chrlice                                                     | Chrlické náměstí, v nice ohradní zdi zámku, pp. 2/1 49°8′7,7″ s. š., 16°39′10,55″ v. d. | Barokní socha sv. Jana Nepomuckého z doby před jeho kanonizací. Památkově chráněno od 22. října 1964. |
|                                            | Kategorie „Statue of John of Nepomuk (Brno-Chrlice) “ na Wikimedia Commons | Hledat fotografie a kategorie ve Wikimedia Commons podle rejstříkového čísla památky | Nahrát snímek k tomuto tématu do úložiště Wikimedia Commons |                                                                                         | |